# Shabaka Hutchings
Shabaka Hutchings (* 1984 in London) ist ein britischer Jazzmusiker (Tenorsaxophon, Klarinette, Komposition) mit karibischen Wurzeln.

## Leben und Wirken
Hutchings zog im Alter von zwei Jahren mit seiner Familie nach Birmingham und als Sechsjähriger nach Barbados. Dort bekam er ab dem neunten Lebensjahr klassischen Klarinettenunterricht. Mit 16 Jahren kehrte er nach Großbritannien zurück, um seine Ausbildung als klassischer Musiker zunächst in Birmingham und dann in London fortzusetzen. Tagsüber an der Hochschule, jammte er nachts mit Soweto Kinch und anderen Jazzmusikern.
Hutchings arbeitete zunächst im Bereich der Improvisationsmusik mit Steve Beresford sowie Orphy Robinson, ab 2014 auch mit Louis Moholos Five Blokes (Uplift the People, 2018) und mit Evan Parker. Courtney Pine holte ihn zu den Jazz Warriors. Mulatu Astatke machte ihn zum Mitglied seiner Heliocentrics, mit denen er mehrfach in Europa auf Tournee war. Weiterhin gehörte er zum Alexander Hawkins Ensemble. 
Hutchings konzentrierte sich in dem von 2011 bis 2022 existierenden Projekt Sons of Kemet, für das er auch komponierte, auf tanzbare Musik; dort arbeiteten der Tubaspieler Theon Cross und die beiden Schlagzeuger Tom Skinner und Eddie Hick mit ihm. Daneben spielte er (als King Shabaka) im kollaborativen Elektrojazz-Trio The Comet Is Coming mit Max Hallett am Schlagzeug und dem Synthesizerspieler Dan Leavers. Zudem spielt er Saxophon in Melt Yourself Down, einer Band von Pete Warehams, und gelegentlich auch bei der Post-Jazz-Band Polar Bear. Zwischen 2015 und 2022 erkundete er in Shabaka and the Ancestors mit südafrikanischen Kollegen wie Nduduzo Makhathini und Tumi Mogorosi die Möglichkeiten seiner musikalischen Sprache vor einem anderen soziokulturellen Hintergrund. 2022 legte er die introspektive Solo-EP African Culture vor, der 2024 das Album Perceive Its Beauty, Acknowledge Its Grace folgte, bei dem er weitgehend auf das Saxophonspiel verzichtete.
Weiterhin trat Hutchings mit Jack DeJohnette, Charlie Haden und seinem Liberation Music Orchestra, mit Yazz Ahmed, mit King Sunny Adé, mit Makaya McCraven (Universal Beings, 2018), mit Anthony Joseph und mit Cara Stacey auf. 2014 wurde er eingeladen, mit dem Sun Ra Arkestra einige Konzerte zu spielen (einschließlich Aufnahmen für BBC Radio 3). Zu hören ist er auf Tom Skinners Debütalbum Voices of Bishara (2022). Auch wirkte er an dem aus zwölf Musikern bestehenden Projekt London Brew mit; 2023 erschien das gleichnamige Doppelalbum. Als Flötist ist er zu hören auf zwei Titeln von Amaro Freitas’ Album Y’Y (2024).
2012 erhielt Hutchings den Auftrag, eine Komposition Babylon für das BBC Concert Orchestra, die Sons of Kemet, den Elektroniker Leafcutter John und den Beatboxer Jason Singh zu schreiben, die beim London Jazz Festival in der Queen Elizabeth Hall aufgeführt und von der BBC übertragen wurde. 2013 führte er auf dem Leasowes Bank Music Festival ein eigenes Stück auf, das er als Klarinettist mit dem Ligeti String Quartet um Mandhira de Saram interpretierte. Auch erhielt er einen Kompositionsauftrag von London Sinfonietta.

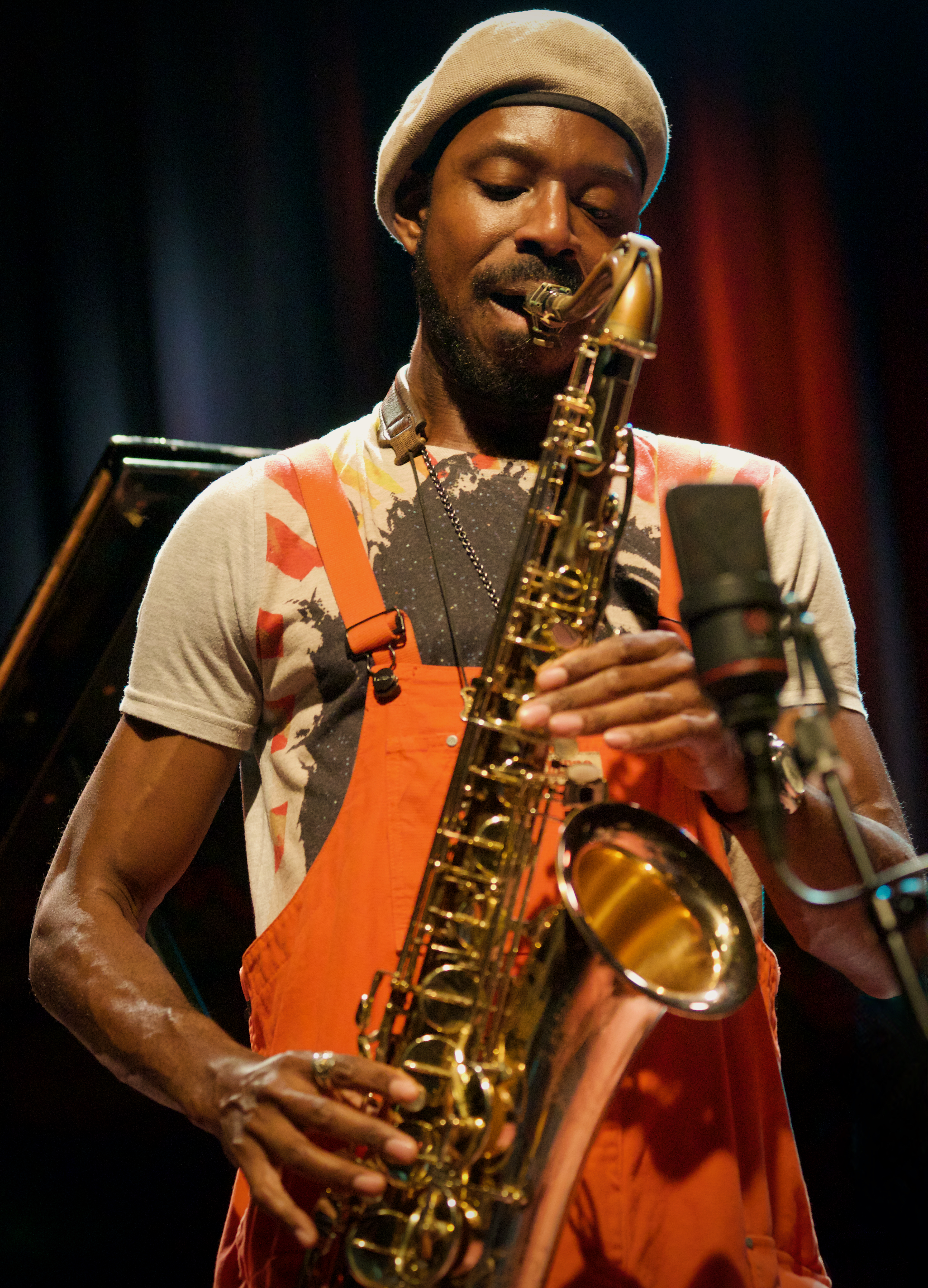
Shabaka Hutchings (2019)

## Preise und Auszeichnungen
Hutchings wurde 2010 von BBC Radio 3 als New Generation Artist gewürdigt. So kam es zu Rundfunkaufnahmen mit Julian Joseph, der BBC Big Band ebenso wie mit dem BBC National Orchestra of Wales, mit dem er das Klarinettenkonzert von Copeland aufführte. Mit seiner Gruppe Sons of Kemet gewann er 2013 einen MOBO Award als „Jazzband des Jahres“. Im Folgejahr wurde er als Jazzmusiker (Instrumentalist) des Jahres bei den Parliamentary Jazz Awards ausgezeichnet. Im selben Jahr erhielt er den Paul Hamlyn Composer Award. Beim Down Beat Critics Poll 2020 wurde er Sieger in der Kategorie Jazzmusiker des Jahres (Rising Star).

## Diskografie (Auswahl)
- Sons of Kemet: Burn (Naim, 2013)
- Shabaka and the Ancestors: Wisdom of Elders (Brownswood, 2016)
- Sons of Kemet: Your Queen is a Reptile (Impulse, 2018)
- The Comet Is Coming: Trust in the Lifeforce of the Deep Mystery (Impulse, 2019)

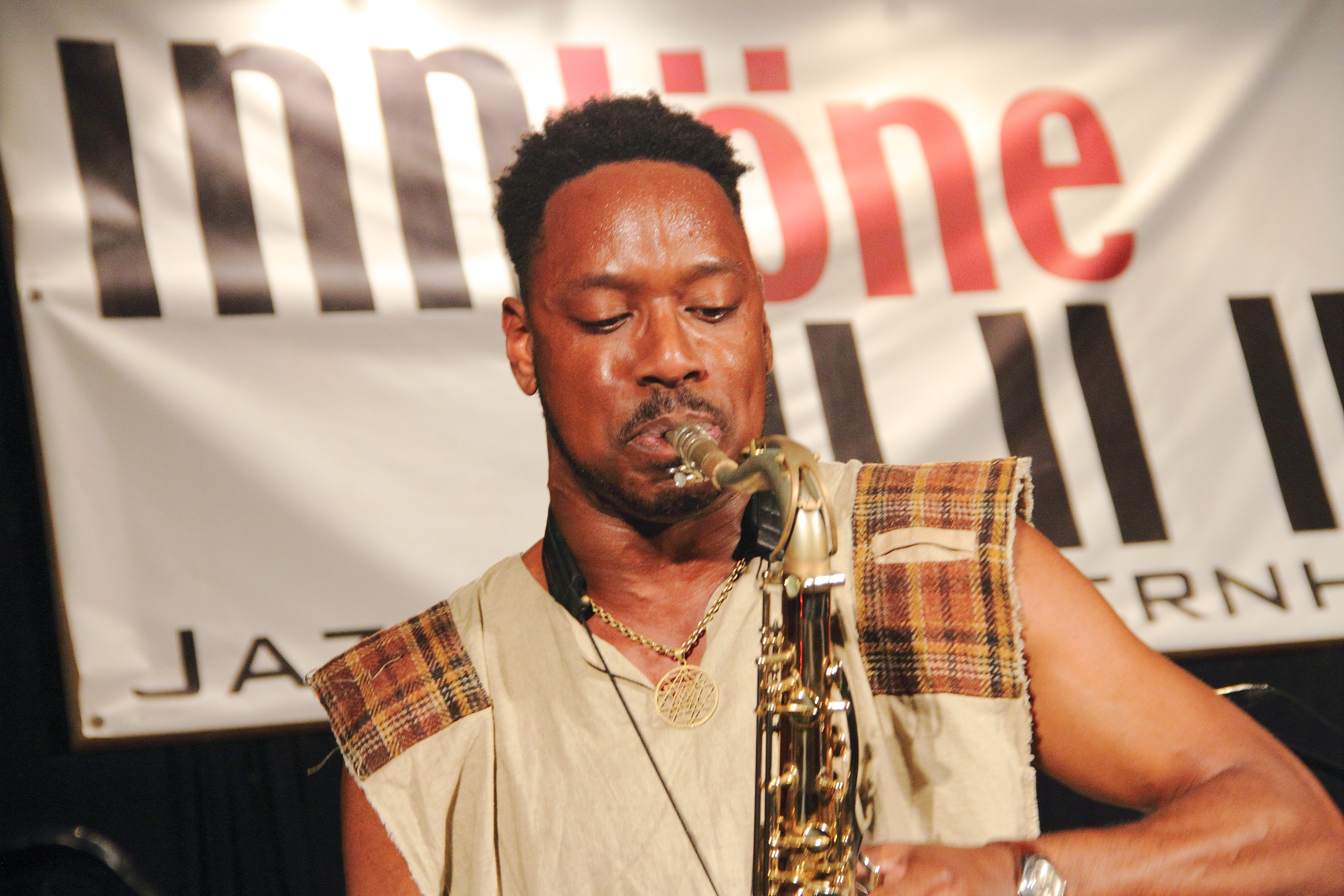
Mit Sons of Kemet beim INNtöne Jazzfestival 2018

- Shabaka and the Ancestors: We Are Sent Here by History (Impulse, 2020)
- Sons of Kemet: Black to the Future (Impulse, 2021)
- Afrikan Culture (Impulse, 2022)[5]
- The Comet Is Coming: Hyper-Dimensional Expansion Beam (Impulse, 2022, mit Danalogue und Betamax)[6]
- Perceive Its Beauty, Acknowledge Its Grace (Impulse, 2024)[7]